# 聯合國水資源組織
聯合國水資源組織（UN-Water）為聯合國底下之一組織，根據2002年的地球高峰會的結論於翌年成立。該處之的目標在於幫助世界各國在水資源發展方面達成千年發展目標。
聯合國水資源組織關注淡水、海水甚至公共衛生等各項議題。水資源組織並著重研究，如何緊密化政府與民間企業對於水資源利用的合作關係與共識。本組織負責一年一度的世界水日以及生命之水的活動。
水資源組織的24名成員，為聯合國內其他與水有關的組織、計畫與基金共同組成。這些成員為以下母組織與其子組織：聯合國糧食及農業組織、世界衛生組織、聯合國教育科學文化組織、聯合國環境署、聯合國開發計劃署。

## 統計數據
全球約有7億6千800萬人無法取得乾淨的食水，每年有超過百萬名兒童死於腹瀉、痢疾等飲用不潔食水引發的疾病。

## 另見
- 世界水資源協會

## 外部連結
- 聯合國水資源組織官方網站
- “生命之水” （页面存档备份，存于）
- 一年一度世界水日的官方網站

其他
- 元立行：各種水資源的詳盡資訊